# Institution correctionnelle fédérale de Greenville

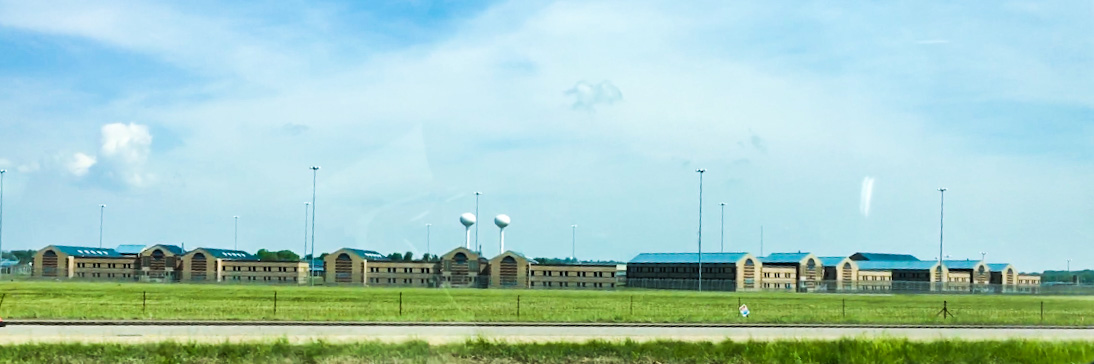
Institution correctionnelle fédéral de Greenville vu de la I-70, mai 2018

Federal Correctional Institution, Greenville
L'institution correctionnelle fédérale de Greenville (en anglais : Federal Correctional Institution, Greenville ou FCI Greenville) est une prison fédérale (en) américaine à sécurité moyenne pour délinquants masculins située à Greenville, dans le comté de Bond, dans l'Illinois, avec un camp de prison satellite adjacent pour les délinquantes à sécurité minimale. Il est géré par le Bureau fédéral des prisons, une division du ministère de la Justice des États-Unis.
L'institution de Greenville est située à environ 43 milles (69,2 km) à l’est de Saint-Louis, dans le Missouri, et à 63 milles de Springfield, dans l’Illinois.

## Histoire
Le camp de prisonniers a été transformé en établissement pour femmes en 2000 afin de disposer de plus de places pour les femmes détenues dans le centre-nord des États-Unis.

## Description
L'établissement est à sécurité moyenne et dispose d'un camp satellite à sécurité minimum.

## Détenus notables (actuels et anciens)
| Nom du détenu                | Numéro d'enregistrement | Statut                                                                         | Détails |
| ---------------------------- | ----------------------- | ------------------------------------------------------------------------------ | --- |
| Terry M. Helvey (en)         | 13867-045               | Condamné à perpétuité par une cour martiale                                    | Ancien apprenti aviateur qui a brutalement assassiné le maître de troisième classe du radioman de la marine américaine Allen R. Schindler Jr. (en). dans des toilettes publiques à Sasebo, Nagasaki en 1992 parce qu'il était gay. Helvey a été transféré à la FCI depuis la caserne disciplinaire américaine de Fort Leavenworth. |
| David Mack                   | 12866-112               | Libéré en 2010 ; servi 12 ans.                                                 | Ancien officier du LAPD impliqué dans le scandale Rampart ; reconnu coupable en 1998 d'avoir orchestré le vol à main armée d'une banque de Los Angeles en 1997 au cours duquel 722 000 $ ont été volés ; soupçonné d'être impliqué dans la planification du meurtre du rappeur Notorious BIG en 1997                               |
| Michael Curtis Reynolds (en) | 10671-023               | Purger une peine de 30 ans ; sortie prévue en 2032.                            | Reconnu coupable de complot visant à faire exploser un oléoduc et des installations énergétiques américaines, de tentative d'enrôlement de membres d'Al-Qaïda sur Internet et de possession d'une grenade à main. |
| Walter Bond                  | 37096-013               | Sortie le 4 mars 2021.                                                         | Membre du Front de Libération Animale ; a plaidé coupable en 2011 d'incendie criminel en relation avec des incendies de 2010 dans trois entreprises de l'Utah et du Colorado ; auteur de Always Looking Forward, Liberation Press, 2011.                                                                                           |
| Ed Buck (en)                 | 78687-112               | Purger une peine de 30. Sortie prévue pour 2045.                               | Donateur du Parti démocrate qui a injecté à deux personnes des doses mortelles de méthamphétamine en cristaux,. |
| Derrick Shareef (en)         | 22344-424               | Purger une peine de 35 ans ; sortie prévue en 2036. Actuellement au FCI Milan. | Citoyen américain et partisan d'Al-Qaïda ; a plaidé coupable en 2007 de tentative d'utilisation d'armes de destruction massive pour avoir planifié de faire exploser des grenades au centre commercial Cherryvale dans l'Illinois pendant la saison des achats de Noël en 2006,.                                                   |
| Patrick Houston              | 17959-076               | Libéré en 2005; servi 4 ans.                                                   | Rappeur connu sous le nom de Project Pat ; accusé en 2001 d'avoir violé sa libération conditionnelle pour vol qualifié ; reconnu coupable en 2001 d'être un criminel en possession d'une arme à feu. |

## Événements notables
En 2001, David Mack, figure centrale du scandale Rampart qui a touché le Los Angeles Police Department, est attaqué par un groupe de codétenus alors qu'il faisait du jogging dans la cour de promenade de la prison de Greenville. Le Bureau fédéral des prisons et le FBI refusent tout d'abord de confirmer l'agression, mais l'avocat de Mack rapporte que les détenus étaient des membres de gangs qui l'ont attaqué après avoir vu une émission de télévision et lu des articles de presse détaillant son rôle dans le vol des membres de gangs et ses liens avec son collègue Rafael Perez, autre figure centrale du scandale. David Mack est emmené dans un hôpital local où il est soigné pour plusieurs blessures par arme blanche et un poumon perforé. Il sort de l'hôpital deux jours plus tard pour être réincarcéré à Greenville.